# Frances Langford
Julia Frances Langford (4 de abril de 1913 - 11 de julio de 2005) fue una actriz y cantante estadounidense, popular durante la era dorada de la radio y con apariciones en cine y televisión durante más de dos décadas.

## Carrera
Langford hizo su debut cinematográfico en Every Night at Eight (1935), introduciendo la que se convirtió en su canción característica: "I'm in the Mood for Love". Luego comenzó a aparecer con frecuencia en películas como Broadway Melody of 1936 (1935) (en la que popularizó las canciones "Broadway Rhythm" y "You Are My Lucky Star"), Born to Dance (1936), Too Many Girls (1940) y Yankee Doodle Dandy (1942) con James Cagney, en la que interpretó la popular canción "Over There".
Protagonizó el wéstern Deputy Marshal con su primer marido, Jon Hall. Durante la Segunda Guerra Mundial, realizó programas de entretenimiento para los soldados en varias bases de entrenamiento del país. En televisión, se le recuerda por su participación en las series The Spike Jones Show y The Frances Langford/Don Ameche Show, protagonizada junto al actor Don Ameche. Su carrera se extendió hasta mediados de la década de 1950, cuando se alejó de los medios.
Langdord falleció en 2005 a causa de una insuficiencia cardíaca. Tres años antes de su muerte fue incluida en el Salón de la Fama de las mujeres de Florida.

## Filmografía
- The Subway Symphony (1932)
- Rambling 'Round Radio Row #5 (1933)
- Every Night at Eight (1935) como Susan Moore
- Broadway Melody of 1936 (1935)
- Collegiate (1936) como Miss Hay
- Palm Springs (1936) como Joan Smyth
- Sunkist Stars at Palm Springs (1936)
- Born to Dance (1936) como 'Peppy' Turner
- The Hit Parade (1937) como Ruth Allison
- Hollywood Hotel (1937) como Alice
- Dreaming Out Loud (1940) como Alice
- Too Many Girls (1940) como Eileen Eilers
- Hit Parade of 1941 (1940) como Pat Abbott
- All-American Co-Ed (1941) como Virginia Collinge
- Swing It, Soldier (1941) como Patricia Loring
- Picture People No. 4: Stars Day Off (1941)
- Mississippi Gambler (1942) como Beth Cornell
- Picture People No. 10: Hollywood at Home (1942)
- Yankee Doodle Dandy (1942) como Nora
- Hedda Hopper's Hollywood No. 4 (1942)
- Combat America (1943,)
- Follow the Band (1943)
- Cowboy in Manhattan (1943) como Babs Lee
- This Is the Army (1943)
- Never a Dull Moment (1943) como Julie Russell
- Career Girl (1944) como Joan Terry
- Memo for Joe (1944)
- Dixie Jamboree (1944) como Susan Jackson
- Girl Rush (1944) como Flo Daniels
- Radio Stars on Parade (1945) como Sally Baker
- People Are Funny (1946) como Frances Langford
- Screen Snapshots: Hollywood Victory Show (1946)
- The Bamboo Blonde (1946) como Louise Anderson
- Beat the Band (1947) como Ann Rogers
- Melody Time (1948)
- Deputy Marshal (1949) como Janet Masters
- Purple Heart Diary (1951)
- The Glenn Miller Story (1954)